# G3 (revista británica)
g3 fue una publicación dirigida a mujeres lesbianas y bisexuales en el Reino Unido, que dejó de existir en 2016.

## Historia
Se distribuyó de forma gratuita y estuvo disponible en copia impresa en bares, clubes, cafés y grupos gay; después de que dejó de publicarse en forma impresa en 2013, se distribuyó durante un tiempo en formato PDF en el sitio web de g3, pero también dejó de actualizarse en 2016. g3 ganó el premio Publicación del año de Stonewall en 2009.
g3 fue publicada por Square Peg Media. Fue lanzada en 2001 por Lisa Knight y Sarah Garrett con una tirada de 5.000 ejemplares, y llegó a alcanzar una tirada de 40.000 y un número total de lectores estimado de 140.000 antes de dejar de publicarse en agosto de 2013. El contenido de la revista incluía entrevistas a celebridades, reportajes y secciones periódicas de viajes, música, cine, moda, artes, comunidad y crianza de los hijos. g3 también incluía listados detallados de bares y clubes gay en todo el Reino Unido.